# Comuna de Szerzyny
Szerzyny (polaco: Gmina Szerzyny) é uma gminy (comuna) na Polónia, na voivodia de Pequena Polónia e no condado de Tarnowski.
De acordo com os censos de 2004, a comuna tem 8213 habitantes, com uma densidade 99,9 hab/km².

## Área
Estende-se por uma área de 82,24 km², incluindo:
- área agrícola: 68%
- área florestal: 24%

## Demografia
Dados de 30 de Junho de 2004:
|                      | Total   | Total | Mulheres | Mulheres | Homens  | Homens |
| -------------------- | ------- | ----- | -------- | -------- | ------- | ------ |
|                      | pessoas | %     | pessoas  | %        | pessoas | %      |
| População            | 8213    | 100   | 4141     | 50,4     | 4072    | 49,6   |
| Densidade (pop./km²) | 99,9    | 100   | 50,4     | 50,4     | 49,5    | 49,5   |

De acordo com dados de 2002, o rendimento médio per capita ascendia a 1228,39 zł.